# ツボリ山古墳
ツボリ山古墳（つぼりやまこふん）は、奈良県生駒郡平群町福貴（ふき）にある古墳。形状は方墳または円墳。奈良県指定史跡に指定されている。

## 概要
奈良県北西部、平群谷において生駒山地から東へ延びる尾根の南側斜面に築造された古墳である。古くより石室が開口して墳丘も大きく削平を受けているほか、1970年（昭和45年）に保存整備のための調査が実施されている。
墳形は方形または円形で、一辺（直径）約20メートルを測る。墳丘外表で葺石・埴輪は認められていない。埋葬施設は両袖式の横穴式石室で、南方向に開口する。玄室・羨道には各1基の二上山白色凝灰岩製の刳抜式石棺を据える。副葬品は詳らかでない。築造時期は古墳時代終末期の7世紀初頭頃と推定される。使用例の限られる刳抜式石棺が2基並ぶ点で、被葬者の身分の高さが注目される古墳である。
古墳域は1973年（昭和48年）に奈良県指定史跡に指定されている。

## 埋葬施設

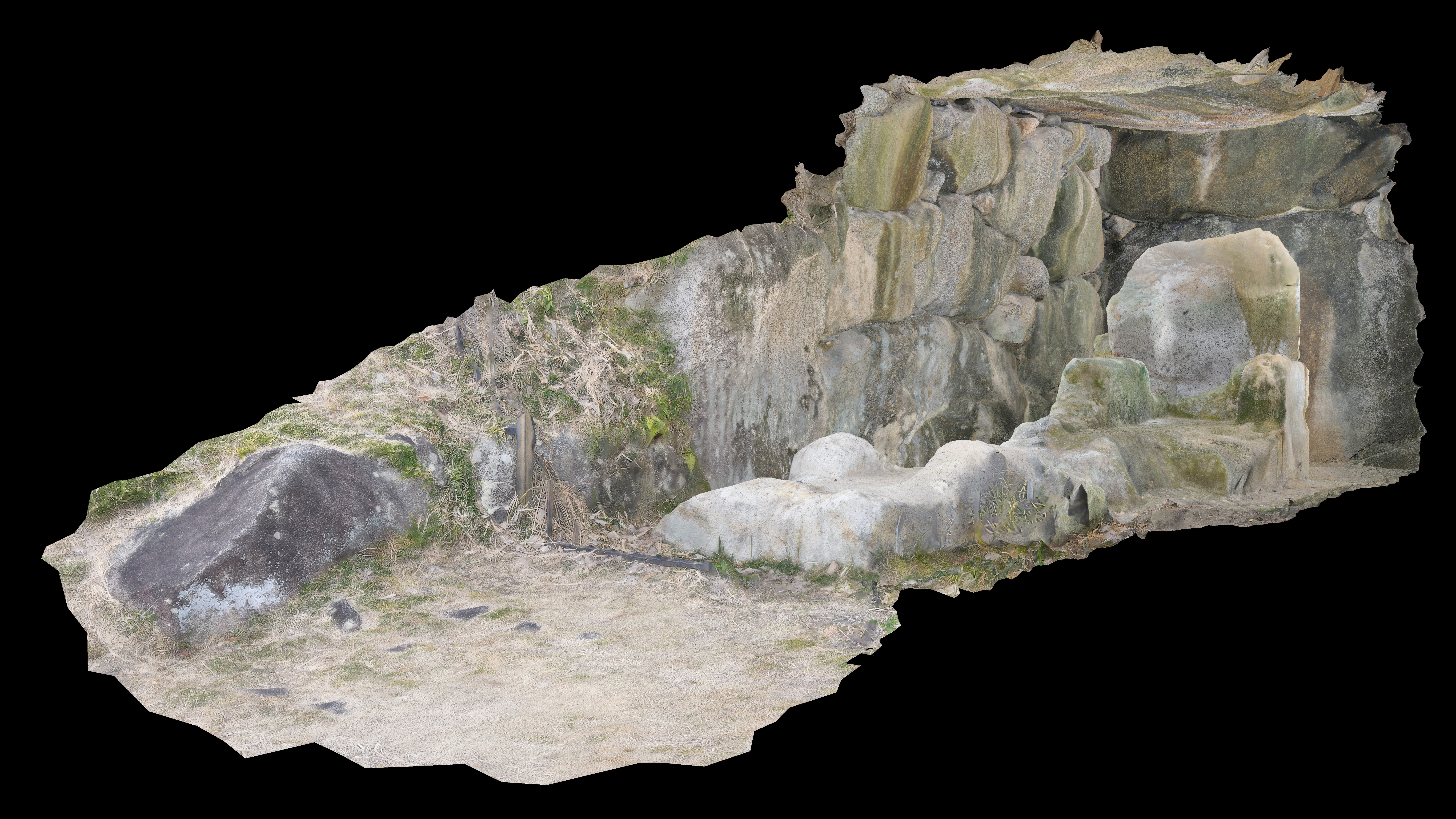
石室パース図

石室展開図

石室俯瞰図
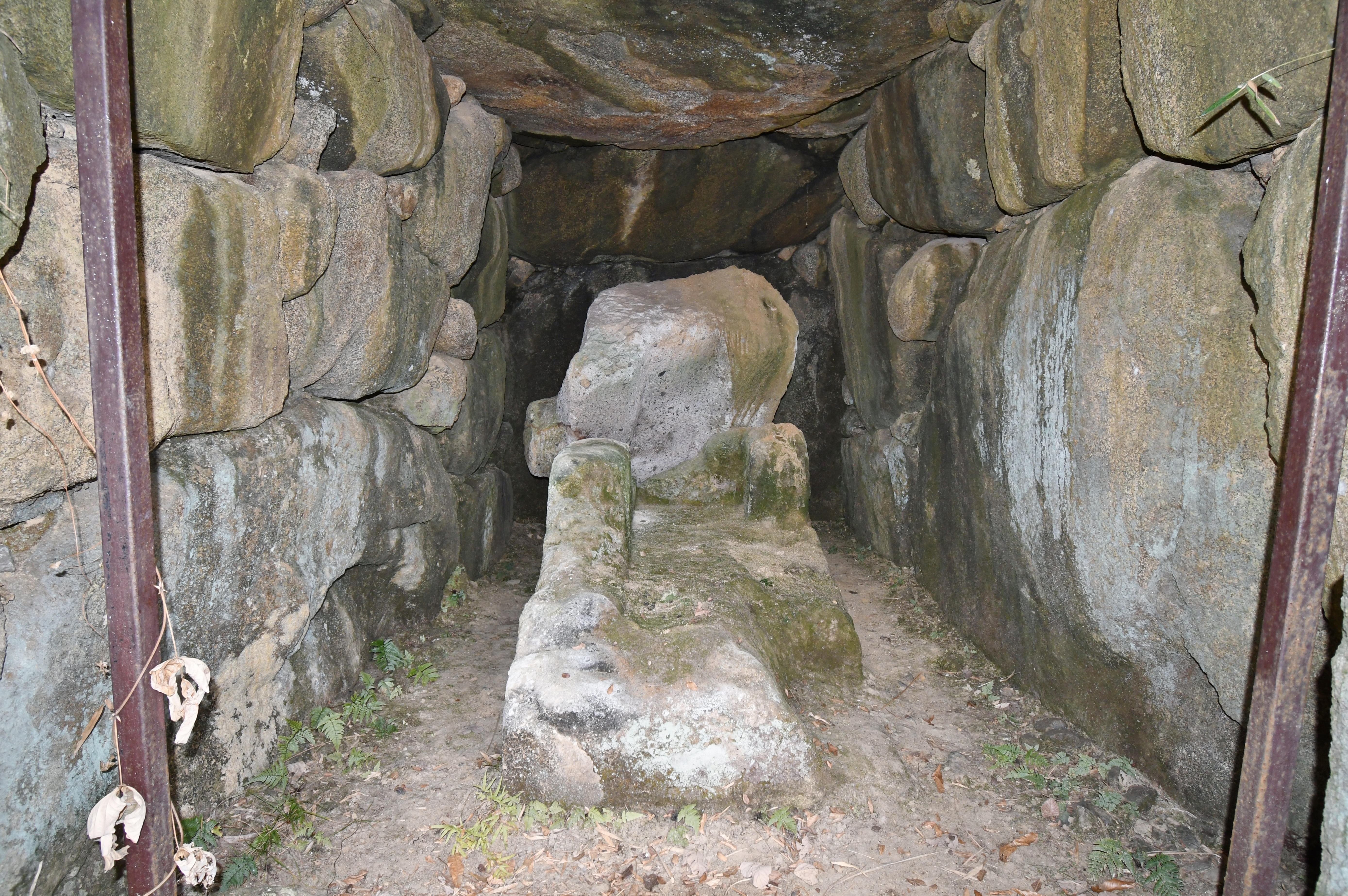
玄室（奥壁方向）
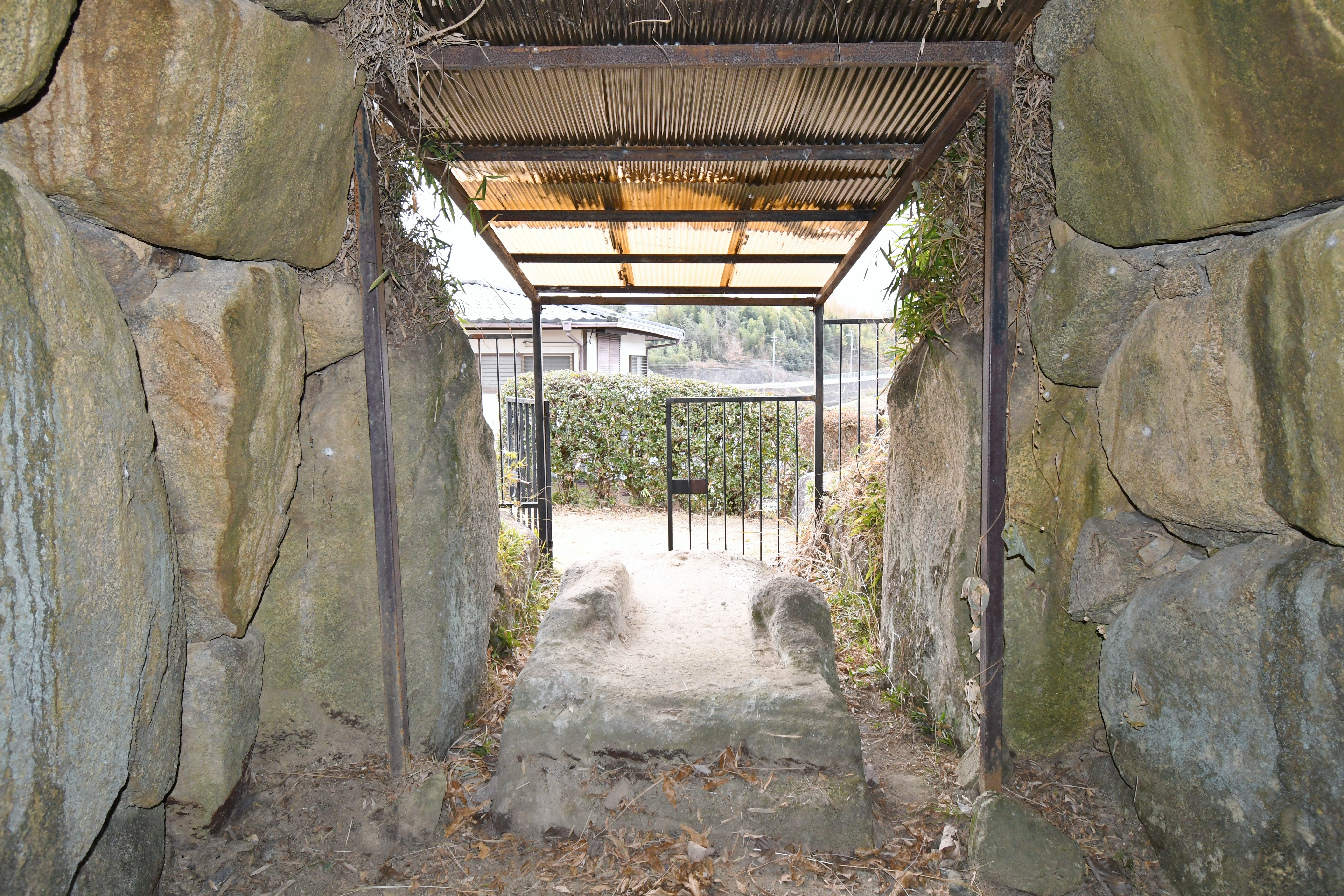
羨道（開口部方向）
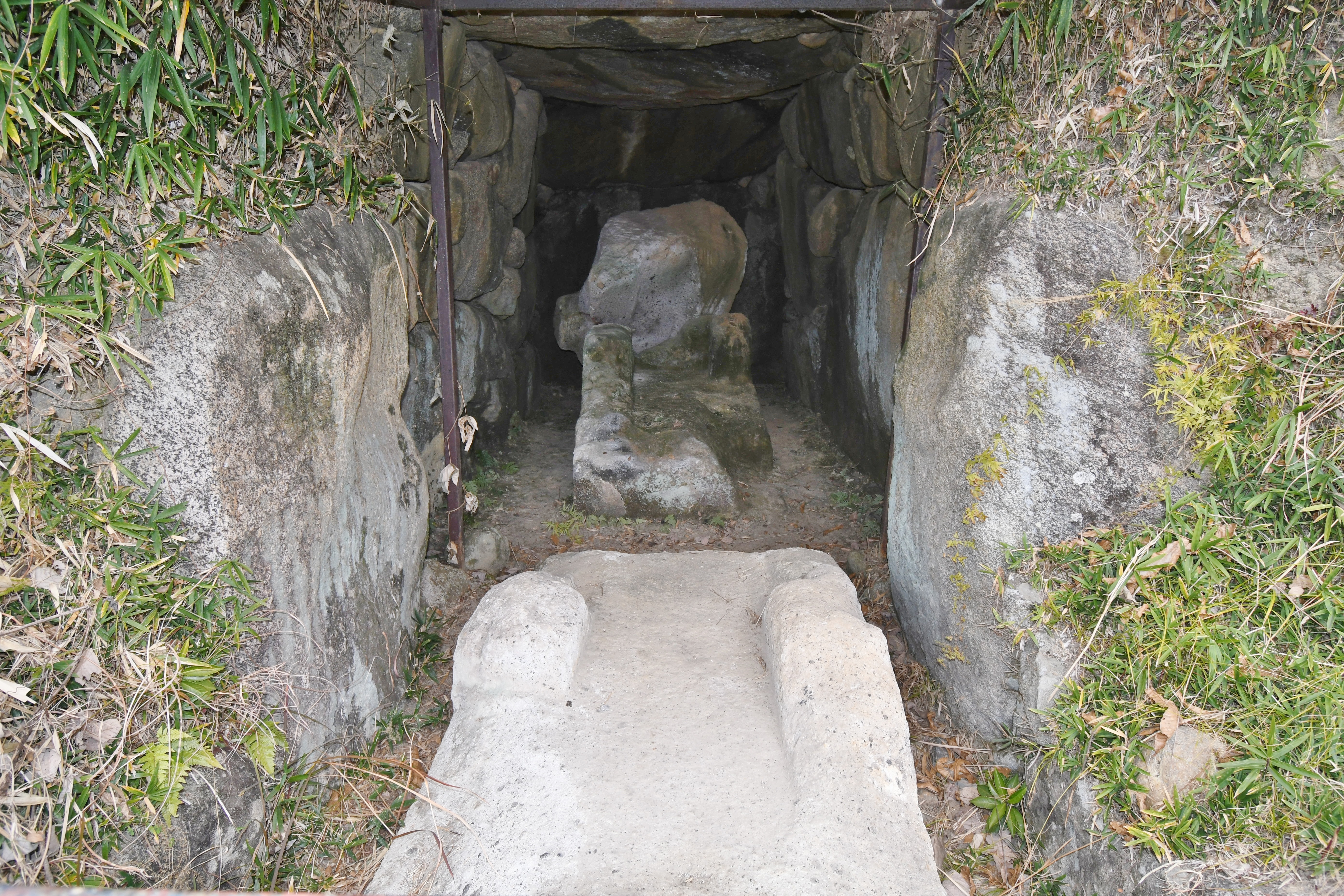
羨道（玄室方向）
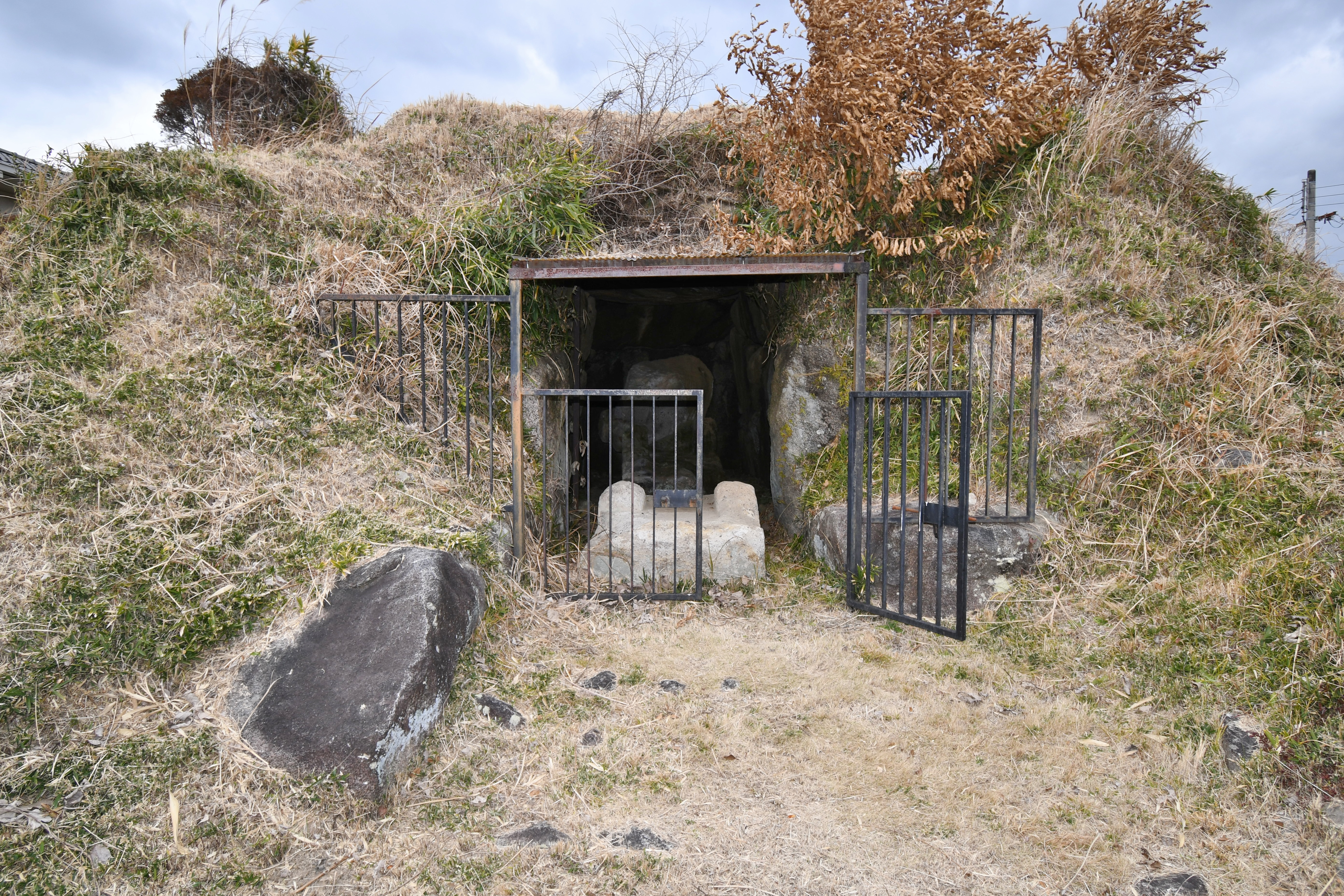
開口部

埋葬施設としては両袖式横穴式石室が構築されており、南方向に開口する。石室の規模は次の通り。
- 石室全長：8メートル[3]
- 玄室：長さ4.25メートル、幅2.2-2.55メートル、高さ2.45メートル
- 羨道：長さ4.65メートル、幅1.7-1.82メートル、高さ約1.7メートル

玄室は2段積みで2段目は内傾し、天井部は巨石2個で架構される。羨道には巨石3枚を横に並べるが、上段・天井石は欠失する。調査時には開口部で閉塞石として人頭大の円礫が認められている。
玄室・羨道にはそれぞれ刳抜式家形石棺1基・刳抜式石棺1基を据える。石材はいずれも二上山白色凝灰岩製である。各棺の詳細は次の通り。
- 玄室棺（刳抜式家形石棺）
玄室ほぼ中央の位置に、石室主軸と平行する方向に据える[1]。棺身および蓋石の3分の1を遺存する。各石の規模は次の通り[2]。
  - 棺身：長さ2.45メートル、幅1.17メートル、高さ0.8メートル
    - 内法：長さ1.55メートル、幅0.55メートル、深さ0.42メートル

  - 蓋石：長さ不明、幅1.19メートル、高さ0.7メートル
    - 内法：深さ0.11メートル

蓋石には前後（小口側）1個・左右（側面側）2個の縄掛突起を付す[2]。
- 羨道棺（刳抜式石棺：家形石棺か）
玄門から羨道にかけての位置に据える[1]。棺身のみで蓋石を欠失し、棺身も側面を欠損する[1]。石棺の規模は次の通り[2]。
  - 棺身：長さ2.35メートル、幅1.19メートル、高さ不明

玄室棺に対してやや小振りであることから、追葬棺とみる説がある[1]。

- 石室俯瞰図
- 玄室（奥壁方向）
- 羨道（開口部方向）
- 羨道（玄室方向）
- 開口部

## 文化財

### 奈良県指定文化財
- 史跡
  - ツボリ山古墳 - 1973年（昭和48年）3月15日指定[5]。

## 関連文献
（記事執筆に使用していない関連文献）
- 「ツボリ山古墳」『烏土塚古墳（奈良県史跡名勝天然記念物調査報告 第27冊）』奈良県教育委員会、1972年。